# Cécile Brünner
'Cécile Brünner' - souvent 'Cécile Brunner' - est un cultivar de rosier polyantha obtenu en France par Marie Ducher et présenté par son gendre Joseph Pernet-Ducher en 1881. Il est issu d'un croisement de Rosa multiflora (synonyme de R. polyantha) et d'un hybride de thé, soit 'Souvenir d'un Ami', soit  'Madame de Tartas' obtention par Marie Ducher, avant 1880. 

## Dénomination
Il doit son nom à une des filles d'Ulrich Brunnerobtenteur à Lausanne. 
Brunner est généralement préféré à Brünner dans les catalogues. On trouve Baby rose et Sweetheart rose en anglais.

## Description
'Cécile Brünner' a de petites fleurs doubles en forme de pompons de 2 à 6,5 cm de diamètre d'un rose pâle qui devient de plus en plus clair avec l'âge, le cœur étant d'un rose plus profond. Les fleurs peu parfumées fleurissent en bouquets abondants surtout de mars à mai et timidement à l'automne, il est toutefois classé remontant.
Son buisson, de 60 à 120 cm de hauteur et 60 cm de largeur en moyenne, est compact et vigoureux avec peu d'aiguillons, son feuillage est vert tendre. Il tolère la mi-ombre en climat chaud et une terre pauvre et il résiste bien aux maladies. Sa zone de rusticité est 5b (−26 °C). Il est moyennement résistant à la pourriture des racines ( Phytopythium helicoides ) et donnée tolérante à l'oïdium.

### Cultivars
Il existe deux variétés de grimpantes: 'Mademoiselle Cécile Brünner Climbing', découvert en 1894 par Franz P. Hosp en Californie, naine et 'Cécile Brünner Climbing' (Hosp. 1894), lusus découvert en Australie par Richard Ardagh, en 1904. Une variété naine à la couleur blanche a été présentée par Fraque en 1909, 'White Cécile Brünner' (Fauque 1909), et il existe plusieurs lusus au rose plus prononcé (dont 'Madame Jules Thibaud').
Les variétés grimpantes sont très vigoureuses et dépassent les 6 m, atteignant parfois même 10 m. Début mars, il faut tailler les vieilles branches (2 à 3 ans), les rameaux de deux ans étant les plus florifères.

'Bloomfield Abundance' est décrit comme très difficile à distinguer de 'Cécile Brunner' par le catalogue David Austin. Mme Jules Thibaud est un mutant de 'Cécile Brunner' à fleurs plus foncées.

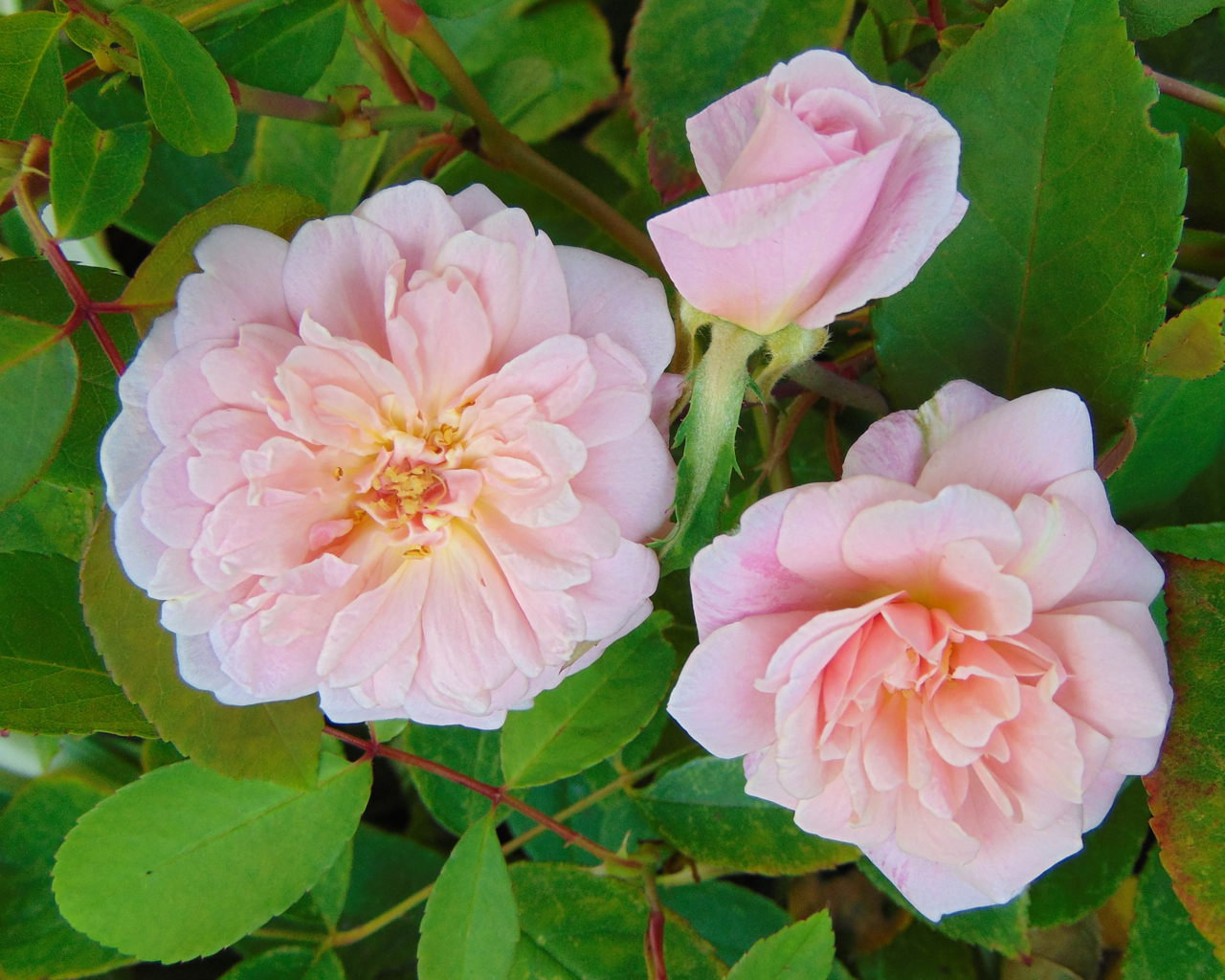
Fleurs de 'Cécile Brünner Climbing' (Ardagh, 1904)

### Parfum
Les fleurs des premiers rosiers polyantha 'Pâquerette', 'Mignonette' et 'Anne-Marie de Montravel' sont singulières par leurs parfums peu apprécié de vieux bois (présence de divers terpénoïdes, benzénoïdes et hydrocarbures, de dérivés d'acides gras méthylés et méthyle). 'Cécile Brunner' a la même parenté que 'Anne-Marie de Montravel' avec un parfum léger, doux, poivré attribué au 2-phényléthanol et le géraniol mais une note différente. Une analyse japonaise (2024) a montré que 'Cécile Brunner' qui ne présentent pas cette note jugée désagréable.

## Distinctions
- Rose ancienne reconnue en 1988 dans le Old Rose Hall of Fame
- Son sport grimpant, 'Cécile Brünner Climbing', a remporté le Award Garden Merit de la Royal Horticultural Society en 1993 et sa forme originale en 1994.